# 爱因斯坦-德哈斯效应

實驗設置

爱因斯坦－德哈斯效应，又称作理查森效应（名从物理学家欧文·理查森），是由阿尔伯特·爱因斯坦和万德尔·德哈斯在1910年代中期观测并描述的物理现象；此效应揭示了基本粒子的磁场、角动量和自旋之间的关系。

## 描述
此现象所描述的是，一个依靠细线悬挂在导体线圈中的铁磁体（圆柱体并原先保持静止状态），在线圈上加有一个电流脉冲后会产生铁磁体的力学转动。对应着这个力学转动，铁磁体将具有一个特定的角动量，因此根据角动量守恒定律需要在铁磁体内部产生一个等大反向的角动量来补偿。考虑到由线圈中的电流所产生的外加磁场会引发铁磁体中电子自旋的磁化（或通过选取特定的电流方向，使已经磁化的铁磁体中的电子自旋反向），爱因斯坦-德哈斯效应反映了量子力学中的自旋角动量和经典力学中的转动角动量具有相同的自然本质。值得注意的是，量子化的电子自旋是不能在经典力学的框架下描述的。
《爱因斯坦年鉴》（The Einstein Almanac）的作者爱丽丝·加拉普莱斯（Alice Calaprice）在她的这部著作中对爱因斯坦的论文（（《安培分子电流的实验证明》，参见阿尔伯特·爱因斯坦科学出版物列表中“期刊论文”一节中1915年的对应项））评论说：
|  | 安培提出了磁性是由电荷做微观的圆周运动而产生的假说，作者们由此考虑并提出了验证洛伦兹的旋转电荷是电子的理论的实验方案。这个实验的目的是测量铁质圆柱体内磁化反向所产生的力矩。 |

加拉普莱斯进一步对另一篇英语论文评述说：
|  | 爱因斯坦和万德尔·德哈斯共合作发表了三篇论文来描述他们在研究安培分子电流中所观测的现象，这被称作爱因斯坦-德哈斯效应。在荷兰物理学家亨德里克·洛伦兹指出一个错误之后，他立刻对论文52（上一篇）作出了修正。在这两篇论文（指52和53）以外，爱因斯坦和德哈斯又在其后的同一年合作为同一期刊对论文53做了一个“评注”。这个物理问题和爱因斯坦在物理学中的研究兴趣并不直接相关，但正如爱因斯坦给他的好友米歇尔·贝索（Michele Besso）的信中说到的那样：“我的年龄增长后我对实验逐渐产生了一种热情。” |

通过把电子自旋理解为安培的分子环流的模型实际低估了电子磁矩的值，从这种模型得到的计算结果和实际相比要差一个系数2——朗德g因子。正确得到电子磁矩的修正值需要借助量子电动力学。